# Fritz Lindemann
Fritz Lindemann, född 11 april 1894 i Charlottenburg, död 22 september 1944 i Berlin, var en tysk general och motståndare till Adolf Hitler. Han tilldelades Riddarkorset av Järnkorset 1941.

## Biografi
Lindemann föddes i Charlottenburg. Efter fullgjord tjänst i första världskriget blev han tillfällig medlem i den tyska delegationen för freden i Versailles. Därefter tjänstgjorde han i Riksvärnet och utbildade stabsofficerare. Under andra världskriget tjänstgjorde han i Polen, Frankrike och på östfronten. Han förde befäl över 27. Artillerie-Regiment (Arko 138) och därefter 132. Infanterie-Division.
Efter det misslyckade 20 juli-attentatet år 1944 fann han sig tvungen att fly, varför han gömde sig i Dresden och Berlin. Han hittades dock av Gestapo. Han blev allvarligt skadad under gripandet i september 1944 och avled på sjukhus av sina skador. De personer som skyddat honom – Erich och Elisabeth Gloeden, Elisabeth Kuznitzky, Hans Sierks och Carl Marks – dömdes till döden.